# Juan de Vega
Juan de Vega y Enríquez de Acuña (ca. 1507-Valladolid, 20 de diciembre de 1558), VI señor de Grajal, Melgar, Villelga y Palazuelo, fue un militar y hombre de estado español, virrey de Navarra, embajador en Roma y virrey de Sicilia al servicio del emperador Carlos V, y presidente del Consejo de Castilla con Felipe II.

## Orígenes familiares
Fue el primogénito de los once hijos de Hernando de Vega o Fernando de Vega, virrey de Galicia, comendador mayor de Castilla en la Orden de Santiago y presidente del Consejo de Órdenes, a cuya muerte en 1526 heredó los señoríos de Grajal, Melgar, Villelga y Palazuelo, de que fuera el V señor, y de su esposa Blanca Enríquez de Acuña, hija de Lope Vázquez de Acuña, II conde de Buendía, y de su esposa Inés Enríquez de Quiñones, hija a su vez de Fadrique Enríquez, almirante de Castilla, y de su segunda esposa Teresa Fernández de Quiñones.

## Carrera
Fue trece de la Orden de Santiago, de la que también fue comendador de Hornachos, y en 1542-1543 desempeñó el cargo de virrey de Navarra, en cuyas funciones hubo de afrontar los ataques de las tropas francesas sobre el territorio bajo su gobierno durante la guerra italiana de 1542-1546. De allí pasó como embajador a Roma, en los Estados Pontificios, donde conoció a Santo Ignacio de Loyola.
En 1547 llegó a Sicilia para hacerse cargo del virreinato, donde adquirió fama de autoritario, riguroso y estricto. Preparó la defensa de la isla contra los turcos ampliando las fortificaciones existentes y construyendo una línea de torres de vigilancia para detectar la presencia de flotas enemigas. Para una mejor lucha contra las incursiones de la Piratería berberisca, tuvo el mérito, después el rivelo (censo) de 1549, de establecer una Nuova Militia (Nueva Milicia) con la tarea de gestionar la vigilancia costera y actuar en caso de aterrizaje pirata, que consistía  en nueve mil infantería desmontada, y aún mil seiscientos jinetes. El sistema defensivo fue organizado en diez sergenzie  con funciones administrativas y militares, y cada sergenzia fue mandada por un sargento. Fue vicario general de Italia, etc.
En 1550 dejó las riendas del virreinato a su hijo Hernando o Fernando de Vega y Osorio para partir hacia Mahdía (Túnez) con las galeras de Andrea Doria y del virrey de Nápoles Pedro Álvarez de Toledo y Zúñiga en una expedición de castigo contra Dragut, aunque este consiguió escapar. Tres años después, confirmada la alianza franco-otomana, la flota conjunta de Dragut y del príncipe de Salerno atacaría las costas de Nápoles, amenazando también Sicilia. En el aspecto administrativo del virreinato mandó acuñar moneda, reactivó el comercio interior reconstruyendo los puentes, ordenó actualizar el censo de la isla y favoreció la fundación de varios colegios de jesuitas, entre ellos el antecesor de la Universidad de Mesina.
A su regreso a España, en 1557 fue nombrado presidente del Consejo de Castilla, en cuya dignidad falleció al año siguiente.
Tras su fallecimiento, le sucedió su hijo Pedro Álvarez de Vega y Osorio (m. 1565), VIII señor de Grajal, Melgar, Villelga y Palazuelo, casado con Jerónima Enríquez de Toledo, hija de Diego Enríquez de Guzmán, III conde de Alba de Liste, y de su segunda esposa Catalina Álvarez de Toledo y Pimentel, y cuyo hijo, Juan de Vega y Enríquez de Toledo, recibió el título de I conde de Grajal.

## Matrimonio y descendencia
Se casó en 1524 con su prima Leonor Osorio y Sarmiento, señora de Palazuelo de Vedija, hija de Álvaro Pérez de Osorio y Quiñones, III duque de Aguiar, grande de España (último en usar este título), III marqués de Astorga, IV conde de Trastámara, VI señor de Turienzo y Villalobos (señorío de Villalobos), jefe de la casa de Osorio, IV alférez mayor hereditario del Pendón de la Divisa del rey, etc, y de su primera esposa Isabel Pérez Sarmiento de Zúñiga, la Bermeja, IV condesa de Santa Marta. Fueron los padres de: 
- Hernando o Fernando de Vega y Osorio, fallecido antes que su padre.[2]
- Álvaro de Vega y Osorio, VII señor de Grajal, Melgar, Villelga y Palazuelo.[2]
- Pedro Álvarez de Vega y Osorio (m. 1565), VIII señor de Grajal, Escobar, Villacreces, Melgar, Villelga y Castil de Vela,[2][12][2] casado con su prima Jerónima Enríquez de Toledo, hija de Diego Enríquez de Guzmán, III conde de Alba de Liste,[12] y de su segunda esposa Catalina Álvarez de Toledo y Pimentel. Padres, entre otros, de Juan de Vega y Enríquez de Toledo, I conde de Grajal.[12]
- Isabel de Vega y Osorio,[2] casada con Pedro Julio de Luna y Peralta, II duque de Bivona.[6]
- Elena de Vega y Osorio, casada con Fernão de Morais e Távora,[6] con descendencia.[9]
- Suero de Vega y Osorio (m. 1584),[2][6] caballero de la Orden de Alcántara, comendador de Sancti Spiritu, capitán de infantería y caballería del ejército de Sicilia y gobernador de Siracusa, casado con Elvira Manrique de Córdoba.[2]